# لا وقت كالحاضر (رواية)
لا وقت كالحاضر رواية للكاتبة الجنوب أفريقية والحاصلة على جائزة نوبل نادين غورديمير، نشرت عام 2012، لأول مرة عن دار نشر بلومزبري.
تتناول الرواية مجموعة متنوعة من القضايا في جنوب أفريقيا المعاصرة، بما في ذلك البطالة، وفيروس نقص المناعة البشرية/الإيدز ، والفساد.

## الحبكة
تدور أحداث الرواية في الفترة التي أعقبت نهاية نظام الفصل العنصري في جنوب إفريقيا. يتمكن ستيفن، وهو رجل أبيض نصف يهودي ونصف مسيحي، وجابوليل (جابو)، وهي امرأة من قبائل الزولو، من العيش كزوجين متزوجين بشكل قانوني في جنوب إفريقيا. يعمل ستيفن أستاذًا للكيمياء، بينما تتابع جابو دراستها لتصبح محامية في ظل النظام السياسي الجديد.
تتناول الرواية محاولاتهما للتأقلم مع الحياة الطبيعية في جنوب إفريقيا ما بعد الفصل العنصري، وما يشعران به من تناقض نفسي نتيجة إرسال أطفالهما إلى مدرسة خاصة والعيش في ضاحية ميسورة، في حين تظل الفقر مشكلة حادة في البلاد.
ومع اقتراب نهاية الرواية، يؤدي هجوم مروع على منزلهما، بالإضافة إلى جرائم أخرى طالت الأسرة، إلى دفع ستيفن وجابو للتفكير في الانتقال إلى أستراليا.

## الاستقبال النقدي
حظيت حبكة الرواية بترحيب جيد من النقاد. كما نال أسلوب غورديمر إشادة خاصة لقدرتها على تناول عدد من القضايا الاجتماعية المتنوعة من خلال تجربة عائلة واحدة، وجرأتها في طرح أسئلة صعبة تتعلق بجودة الحياة في جنوب إفريقيا.
انتقدت فرانسيسين بروز، في مقالة نشرتها في نيويورك تايمز، استخدام غورديمر أحيانًا لغة متكلفة أو متصلبة. وعبّر دومينيك ديفيز، في أوكسونيان ريفيو، عن رأي مماثل. ومع ذلك، أقرّ كلاهما بأن صعوبة اللغة وأسلوب غورديمر جعلا الرواية أكثر عمقًا وجدوى في النهاية.